# Akademiccy Maniacy
Akademiccy Maniacy (ros. академовские маньяки trb. akadiemowskije mańjaki trl. akademovskie man′âki bądź иркутские молоточники trb. irkutskije mołotoczniki trl. irkutskie molotočniki) –  duet rosyjskich seryjnych morderców, Artioma Aleksandrowicza Anufrijewa (ur. 4 października 1992) i Nikity Wachtangowicza Łytkina (ur. 24 marca 1993, zm. 30 listopada 2021). W latach 2010–2011 zamordowali 6 osób na terenie Irkucka.

## Życiorys
W dzieciństwie Artiom Anufrijew i Nikita Łytkin byli wycofani, przejawiali niechęć do innych ludzi. Wspólnie założyli zespół muzyczny, w którego tekstach promowali przemoc. Angażowali się również w działalność lokalnych grup o charakterze neonazistowskim. Interesowali się historiami znanych seryjnych morderców. Za wzór do naśladowania stawiali sobie Aleksandra Piczuszkina. Do zabijania zainspirowały ich jednak zbrodnie Maniaków z Dniepropetrowska.

## Zbrodnie
Od listopada 2010 do kwietnia 2011 roku dopuścili się sześciu zabójstw i dziewięciu usiłowań zabójstw na terenie dzielnicy Akademgorodok w Irkucku. Na ofiary wybierali osoby starsze, dzieci oraz bezdomnych. Atakowali w parkach, blisko torów kolejowych lub na przystankach autobusowych. Ogłuszali ofiary uderzając je młotkami lub kijami baseballowymi, po morderstwie bezcześcili zwłoki przy użyciu noży. Część ataków była nagrywana, a sprawcy śledzili doniesienia medialne na temat swoich zbrodni. Jedno z nagrań zostało przez nich opublikowane w internecie.

## Aresztowanie i proces
Zostali aresztowani po tym, jak wujek Łytkina odnalazł jedno z nagrań dokumentujących morderstwo i przekazał je organom ścigania.
2 kwietnia 2013 roku Artiom Anufrijew został skazany na karę dożywotniego pozbawienia wolności, a Nikita Łytkin – na 24 lata pozbawienia wolności. W trakcie odbywania kary Łytkin popełnił samobójstwo 30 listopada 2021. Anufrijew odbywa karę w kolonii karnej o zaostrzonym rygorze.